# Arixyleborus
Arixyleborus är ett släkte av skalbaggar. Arixyleborus ingår i familjen vivlar.

## Dottertaxa tillArixyleborus, i alfabetisk ordning[1]
- Arixyleborus abruptus
- Arixyleborus aralidii
- Arixyleborus borneensis
- Arixyleborus camphorae
- Arixyleborus canaliculatus
- Arixyleborus cariniceps
- Arixyleborus castaneae
- Arixyleborus confinis
- Arixyleborus deceptus
- Arixyleborus dipterocarpi
- Arixyleborus dissimilis
- Arixyleborus fuliginosus
- Arixyleborus gedeanus
- Arixyleborus grandis
- Arixyleborus granifer
- Arixyleborus granulicauda
- Arixyleborus granulifer
- Arixyleborus guttifer
- Arixyleborus hirsutulus
- Arixyleborus hirtipennis
- Arixyleborus imitator
- Arixyleborus iriani
- Arixyleborus leprosulus
- Arixyleborus magnus
- Arixyleborus malayensis
- Arixyleborus marginatus
- Arixyleborus mediosectus
- Arixyleborus medius
- Arixyleborus minor
- Arixyleborus moestus
- Arixyleborus morio
- Arixyleborus okadai
- Arixyleborus orbiculatus
- Arixyleborus pilosus
- Arixyleborus puberulus
- Arixyleborus pusillus
- Arixyleborus rugosipes
- Arixyleborus scabripennis
- Arixyleborus seminitens
- Arixyleborus sublaevis
- Arixyleborus subsimilis
- Arixyleborus sus
- Arixyleborus suturalis
- Arixyleborus talauricus
- Arixyleborus trux
- Arixyleborus tuberculatus
- Arixyleborus varicus
- Arixyleborus yakushimanus